# Shoshin
Shoshin o xoxín (初 心) és un concepte del budisme zen i de les arts marcials japoneses que significa "ment de principiant". Es refereix a tenir una actitud d'obertura, entusiasme i manca d'idees preconcebudes quan s'estudia un tema, tant a un nivell avançat com de principiant.
Un terme relacionat significa la veritat correcta i s'utilitza per denotar una firma autèntica de les obres d'art o per referir-se a qualsevulla cosa o persona que és genuïna.